# Múspellsheimr
Múspellsheimr ("terra delle fiamme"), chiamata anche Múspell o Múspelheim, italianizzato in Musplemmo è il regno del fuoco nella mitologia norrena. È la dimora dei Giganti del fuoco (chiamati anche "figli di Muspell") e del loro capo, Surtur. È costituito da puro fuoco, in opposizione alla terra del nord, Niflheimr, che è ghiaccio. I due regni si incontrarono e crearono l'acqua dalla fusione del ghiaccio nel Ginnungagap.
Così se ne parla nella Vǫluspá, il primo poema dell'Edda poetica:
koma munu Múspells

um lög lyðir,

en Loki styrir»
verranno di Múspell

sul mare le schiere,

e Loki tiene il timone.»
(Edda poetica - Völuspá - Profezia della Veggente - Traduzione di Dario Giansanti)
Nel Gylfaginning, la prima parte dell'Edda in prosa dello storico islandese Snorri Sturluson, invece viene citato a più riprese:
(Snorri Sturluson - Edda in prosa - Gylfaginning IV - Traduzione di Stefano Mazza)
Il mito norreno sulla nascita delle stelle si riferisce a Múspellheimr come luogo di provenienza di quei fuochi, come riporta il testo:
(Snorri Sturluson - Edda in prosa - Gylfaginning VIII - Traduzione di Stefano Mazza)
Múspellheimr viene citato anche in riferimento al mito del sole:
(Snorri Sturluson - Edda in prosa - Gylfaginning XI - Traduzione di Stefano Mazza)
Múspellheimr è anche il luogo dove è custodita Naglfar, la nave fatta di unghie, che durante il Ragnarǫk trasporterà i nemici degli dèi:
(Snorri Sturluson - Edda in prosa - Gylfaginning XLIII - Traduzione di Stefano Mazza)

## Nella cultura di massa
Nel videogioco God of War è possibile visitare il regno di Muspelheim. Qui potranno essere svolte delle missioni secondarie, quali affrontare dei livelli per raggiungere il picco della montagna e affrontare una delle valchirie. Sarà nuovamente esplorabile nel sequel God of War:Ragnarok. Nella serie animata Primal, il capo dei Vichinghi viene portato a Muspelheim al cospetto di Surtr, che gli conferisce dei poteri demoniaci per vendicarsi sui protagonisti Spear e Fang.